# Golovin (cráter)

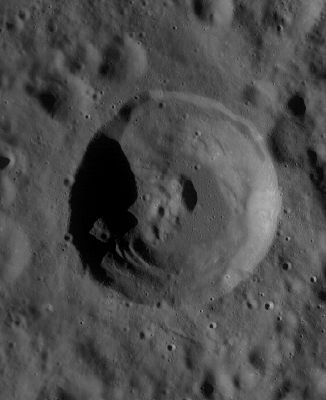
Fotografía de la misión LRO

Golovin es un cráter de impacto localizado al sureste de la llanura amurallada del cráter Campbell, en el hemisferio norte de la cara oculta de la Luna, por lo que no se puede ver directamente desde la Tierra. A solo dos diámetros del cráter hacia el suroeste de Golovin se halla el cráter de mayor tamaño Appleton, y al norte aparece el cráter Langevin.
El borde casi circular de Golovin presenta poca erosión, sin otros cráteres superpuestos. Posee una ligera curva hacia el exterior en su lado noroeste. Las paredes interiores son relativamente amplias, y se han desprendido ligeramente cerca del borde superior. Se localiza una cordillera central en el punto medio del interior del cráter, relativamente nivelado y de pequeña extensión relativa.

## Cráteres satélite
Por convención estos elementos son identificados en los mapas lunares poniendo la letra en el lado del punto medio del cráter que está más cerca de Golovin.
|         | \| Golovin \| Coordenadas \| Diámetro \| \| ------- \| ------------------------------ \| -------- \| \| C \| 40°48′N 163°06′E / 40.8, 163.1 \| 16 km \| |          |
| Golovin | Coordenadas | Diámetro |
| C       | 40°48′N 163°06′E / 40.8, 163.1 | 16 km    |